# Bakhyt Särsekbaev
Bakhyt Äbdirachmanuly Särsekbaev (in kazako Бақыт Әбдірахманұлы Сәрсекбаев?; Pavlodar, 29 novembre 1981) è un pugile kazako, vincitore della medaglia d'oro nella categoria dei pesi welter al torneo di pugilato delle Olimpiadi di Pechino del 2008, oltre che della medaglia d'oro ai Giochi asiatici di Doha 2006 e della medaglia di bronzo a quelli di Busan 2002.

## Carriera pugilistica

### Giochi asiatici

#### Busan 2002
- Batte Udone Khanxay ( Laos) 13-11
- Batte Muzaffar Yusupbekov ( Kirghizistan) kot-3
- Sconfitto da Nurzhan Karimzhanov ( Kazakistan) 23-18[1]

#### Doha 2006
- Batte Eshak Waez ( Siria) 24-3
- Batte Aliasker Bashirov ( Turkmenistan) 34-11
- Batte Hanati Silamu ( Cina) 37-30
- Batte Angkhan Chomphuphuang ( Thailandia) kot-2

### Mondiali dilettanti

#### Chicago 2007
- Batte Xavier Noël ( Francia) 18-7
- Batte Velidor Vidic ( Bosnia ed Erzegovina) 26-4
- Batte Pedro Lima ( Brasile) 23-11
- Sconfitto da Hanati Silamu ( Cina) 14-20

### Olimpiadi

#### Pechino 2008
- Batte Adam Trupish ( Canada) 20-1
- Batte Vitali Grushak ( Moldavia) kot-2
- Batte Dilshod Mahmudov ( Uzbekistan) 12-7
- Batte Kim Jung-Joo ( Corea del Sud) 10-6
- Batte Carlos Banteaux Suárez ( Cuba) 18-9